# Mauritz Callmyr

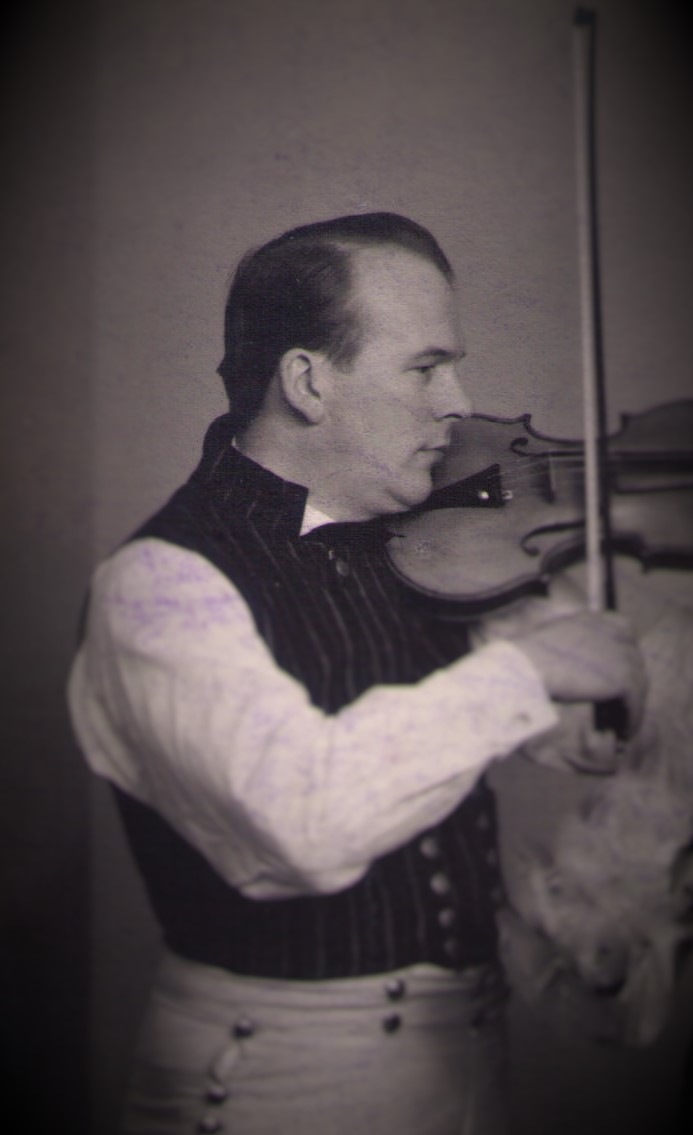
1927 Mauritz börjar i skolan i Hässja. Första lärarinna i skolan var mycket musikintresserad, hon visst om Mauritz kunskaper på fiol och lät honom ofta spela för sina klasskamrater. Hon ser också till att han får lektioner av sin make som var violinist och medlem i Gävleborgs Orkesterförening. Nu fick Mauritz möjlighet att lära sig noter och fick de rätta grunderna för sitt utövande.
Första lektionen han tog var han uppenbarligen väldigt nervös, han svimmar av, ramlar och slår huvudet i ett stort ekskåp, pappans fiol slås sönder i fallet. Pappa Lars tog det med ro och lagade fiolen, han var ju fiolbyggare.
Efter det började hans resa i musik och slutade inte förrän år 2000 då hans armar inte längre kunde utföra det hjärnan önskade.

Per Mauritz Callmyr, född 7 januari 1921 i Alfta församling, Gävleborgs län, död 28 april 2003 i Bollnäs församling, Gävleborgs län, var riksspelman och musiklärare. Han bidrog starkt till att som pedagog, spelman, upptecknare och ledare för Alfta och Bollnäs spelmanslag att bevara och föra vidare Voxnadalens och Bollnäsbygdens folkmusikskatt. Många av dagens framstående sörhälsingespelmän blev upplärda av honom. 

## Biografi
Callmyr spelade både äldre folkmusik efter fadern Kallmyr Lars Persson, Lillback Anders Olsson och Gustav Mattsson samt moderna hälsingelåtar av spelmän som Jon-Erik Öst och Jon-Erik Hall.
Mauritz Callmyr fick tillsammans med Karin Larsson, från Freluga i Bollnäs, fyra gemensamma barn.
Gunn-Britt (Olsson) 1945, Lars-Erik (Callmyr) 1951, Anders (Callmyr) 1954 och Lillan (Callmyr) 1956. 

## Medverkan iradio
- 1981 - Herrskapslåtar på hälsingevis (Hugo Ljungström och Christina Mattsson samtalar kring några låtar spelade av Mauritz Callmyr) (SR, P2)